# Oxytropis kateninii
Oxytropis kateninii är en ärtväxtart som beskrevs av Boris Alexandrovich Jurtzev. Oxytropis kateninii ingår i släktet klovedlar, och familjen ärtväxter. Inga underarter finns listade i Catalogue of Life.